# Xã Mellette, Quận Spink, Nam Dakota
Xã Mellette (tiếng Anh: Mellette Township) là một xã thuộc quận Spink, tiểu bang Nam Dakota, Hoa Kỳ. Năm 2010, dân số của xã này là 130 người.